# Saint-Maurice-en-Rivière
Saint-Maurice-en-Rivière település Franciaországban, Saône-et-Loire megyében. Lakosainak száma 523 fő (2022. január 1.). Saint-Maurice-en-Rivière Damerey, Saint-Martin-en-Bresse, Verjux és Verdun-Ciel községekkel határos.

## Népesség
A település népessége az elmúlt években az alábbi módon változott:
| Lakosok száma | 576  | 587  | 582  | 554  | 537  | 528  | 522  | 513  | 523  |
|               | 2013 | 2015 | 2016 | 2017 | 2018 | 2019 | 2020 | 2021 | 2022 |